# Superbus Pathé-Marconi
Le Superbus Pathé-Marconi, est un camion publicitaire français, conçu en 1951 par le designer automobile Philippe Charbonneaux à la demande de la firme du disque Pathé-Marconi, et destiné à faire partie de la caravane publicitaire du Tour de France. Depuis fin 2015, il appartient au musée national de l'Automobile de Mulhouse, plus grand musée automobile français.

## Historique

### Chez Pathé-Marconi (1952-1959)
Après la Seconde Guerre mondiale, la firme française des Industries Musicales et Électriques Pathé-Marconi souhaite se doter d'un véhicule publicitaire exceptionnel afin de promouvoir sa marque. Le président de l'époque, Pierre Bourgeois, initie en 1950 la commande d'un camion hors normes, pourvu de toutes les dernières technologies du son et de l'image.
En 1951, le dessin du véhicule est confié au bureau d'étude du designer français Philippe Charbonneaux à Saint-Dizier, connu pour ses transformations sur Delahaye, General Motors ou Renault. Paul Bracq alors assistant de Charbonneaux participe à l'étude.
Le plateau de la semi-remorque, de marque Titan, est modifié et adapté par les établissements Fruehauf à Villefranche-sur-Saône. La carrosserie de la cabine et de sa semi-remorque est fabriquée et assemblée par le carrossier Jean Antem à Courbevoie de 1951 à 1952, tandis que le tracteur est équipé d'un moteur Panhard et Levassor IE 4HL (huile lourde) modifié,.
En mai 1952, après plus d'un an de travaux, le véhicule est livré à Pathé-Marconi. La préfecture de la Seine l'immatricule sous le numéro 2823 BE 75 le 13 du mois.
En interne, le camion est surnommé « l'Ambassadeur » par les collaborateurs de la firme et officiellement baptisé 
« Super-Car » ou « Ambassadeur » sur les documents promotionnels.
Le Superbus effectue sa première participation à la caravane publicitaire du Tour de France en juillet 1953.
Du 1er au 11 octobre, il est exposé au salon des véhicules industriels de la Foire de Paris lors du XIe Salon de l'automobile,. Le 23 octobre 1953, le camion est inauguré par Pierre Bourgeois, président de Pathé-Marconi, au restaurant Ledoyen. Dès lors, le Panhard bleu accompagne la caravane et ce jusqu'à la fin du Tour 1958.
Le car podium totalise 6 ans de présence à la célèbre course cycliste. Pendant cette période, de nombreux concerts sont donnés sur sa scène intégrée au toit par les artistes Pathé-Marconi, tels Édith Piaf, les Compagnons de la chanson ou à de nombreuses reprises Yvette Horner.
Peu avant son départ de Pathé-Marconi en mars 1959, Pierre Bourgeois charge le service publicité de revendre le Super-Car.

### Au journal Le Provençal (1959-1970)
Le camion remorque est acquis par le journal Le Provençal et repeint en rouge et blanc. La préfecture des Bouches-du-Rhône le réimmatricule le 21 avril 1959 sous le numéro 9610 BG 13. Le quotidien régional en reste propriétaire pendant 11 ans.

### Au cirque Gulliver (1970-1974)
À son tour, le cirque itinérant Gulliver rachète le Superbus au Provençal en 1970. Le moteur Panhard étant hors d'usage, la semi-remorque, peinte en jaune aux couleurs du cirque, est tirée par un tracteur agricole rouge. Le cirque conserve l'ensemble environ 4 ans.

### Rachat par Philippe Charbonneaux (1974)
En 1974, Philippe Charbonneaux achète la remorque à Gulliver et récupère la cabine par hasard dans une casse automobile.
Il faut attendre 1990 pour que le camion publicitaire soit entièrement restauré par un carrossier de la Marne à la demande du designer. Le Superbus retrouve son identité première et son bleu d'origine et reçoit un moteur de marque Unic. Le lettrage métallique riveté sur la carrosserie fait place à un logo peint directement sur celle-ci.
Pendant 15 ans, le Superbus bleu est conservé au Musée Automobile Reims-Champagne fondé par Philippe Charbonneaux puis géré par l'Association Reims-Champagne.

### Au musée national de l'Automobile (depuis 2015)
Fin 2015, Hervé Charbonneaux, fils du designer, en fait don au musée national de l'Automobile de Mulhouse avec les voitures restantes de la collection de son père,,.
L'Ambassadeur est exposé à la vue des visiteurs au salon Rétromobile en février 2016. À cette occasion, Hervé Charbonneaux fait la connaissance de Patrice Depaeuw, transporteur et passionné de mécanique dont l'entreprise est située à Lompret (Nord). Les deux hommes conviennent d'un accord et Patrice Depeauw se charge du transport et de la révision du véhicule dans ses ateliers.
En mai, le Superbus rejoint le musée national de l'Automobile,. L'Ambassadeur est provisoirement stocké à la Cité du train, en raison de ses dimensions ne lui permettant pas d'être abrité dans les locaux du musée automobile.
Le Superbus Pathé-Marconi est aujourd'hui préservé au Conservatoire des Transports de l'association Autocars Anciens de France à Wissembourg.
Le Super-Car ou Ambassadeur, communément appelé Superbus, figure parmi l'un des très rares véhicules publicitaires encore existants ayant été conçu dans les années 1950.

## Spécificités d'aménagements
Le Superbus comporte plusieurs particularités techniques voulues par la société Pathé-Marconi :
- 1 table de mixage avec 125 boutons et manettes ;
- 10 amplificateurs permettant l'émission et l'enregistrement ;
- 1 salle d'exposition du matériel Pathé-Marconi ;
- 1 salon panoramique à l'étage avec bar et banquettes ;
- 1 auvent supérieur ouvrant qui se transforme en scène accueillant un orchestre ;
- 1 mini ascenseur caché dans la structure arrière de la remorque permettant aux artistes d'accéder au toit.

## Caractéristiques techniques d'origine
- Genre : Tracteur Panhard "IE Movic"
- Marque : Panhard et Levassor
- Moteur Type : K185 - diesel transformé, 4 cylindres en ligne, 4HL - 100 ch à 3000 tr/min
- Cylindrée : 5700 cm3
- Alimentation : Injection mécanique
- Transmission : Boite de vitesses à 4 rapports avant + 1 marche arrière
- N° de série : 742088
- Semi-remorque : Titan à 1 essieu
- Puissance fiscale : 18 CV
- Vitesse maximale : 85 km/h
- Nombre de places assises cabine : 2
- Poids total autorisé en charge : 9,4 t
- Poids à vide : 5,6 t
- Poids total roulant autorisé : 15 t
- Longueur : 13,60 m
- Largeur : 2,50 m
- Hauteur totale : 3,15 m
- Immatriculation : 2823 BE 75

## Prix
En 1955, le Superbus Pathé-Marconi remporte le grand prix d'honneur du « Concours de la publicité qui roule » au salon de la porte Maillot.

## Déclinaisons du véhicule
En 1952, une unique maquette en bois au 1/10e est commandée par Pathé-Marconi qui l'expose l'année suivante à son siège parisien, au Palais de la Radio et du Disque, 30 boulevard des Italiens. Créée par Philippe Charbonneaux et Paul Bracq, cette maquette est équipée de vitres en plexiglas et d'un éclairage intérieur au néon.
En mars 2016, les éditions Hachette en partenariat avec le journal Auto Plus, éditent une miniature du Superbus Pathé-Marconi au 1/43e avec son fascicule hors série n°1. Le véhicule fabriqué par la société IXO, marque du groupe PCT, fait partie de la collection Auto Plus véhicules publicitaires « les trente glorieuses de la réclame ».

## Autres créations Charbonneaux pour Pathé-Marconi
En plus du Superbus, deux autres véhicules au moins furent transformés par Philippe Charbonneaux pour le compte de Pathé-Marconi :
- Un break Peugeot 203 livré à la firme en mars 1951, immatriculé 7537 Y 75.

À partir du Tour de France 1953, le véhicule est utilisé par l'entreprise pour annoncer l'arrivée du gigantesque car podium Panhard aux differentes villes-étapes. Le break repeint en bleu dispose de haut-parleurs sur le toit intégrés dans un carénage type avion, et du logo « Radio & Diffusion Pathé-Marconi » en caractères rivetés sur les flancs. Le matériel de diffusion et d'enregistrement est situé dans la partie arrière.
En septembre 2017, la Peugeot 203 Pathé-Marconi est reproduite au 1/43e par Hachette / Auto Plus dans la collection « les trente glorieuses de la réclame ». La miniature est livrée avec le fascicule n°48.
- Une Chevrolet Nomad modèle 1955.

En 1957, une Chevrolet Bel Air Nomad est achetée par Pathé-Marconi à l'un de ses cadres dirigeants. Le service publicité décide de l'utiliser sur les routes du Tour de France aux côtés du Superbus, de la Peugeot 203 et des Citroën 2CV fourgonnettes type AZU 1957 de l'entreprise. Le break 2 portes repeint en bleu hérite de haut-parleurs carénés, d'un équipement audio dans le coffre et du logo « Radio & Diffusion Pathé-Marconi ».

## Galerie

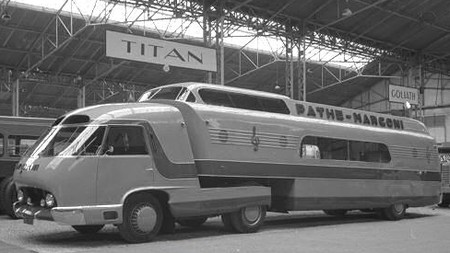
Le camion Pathé-Marconi chez le carrossier Antem. Courbevoie, 1952
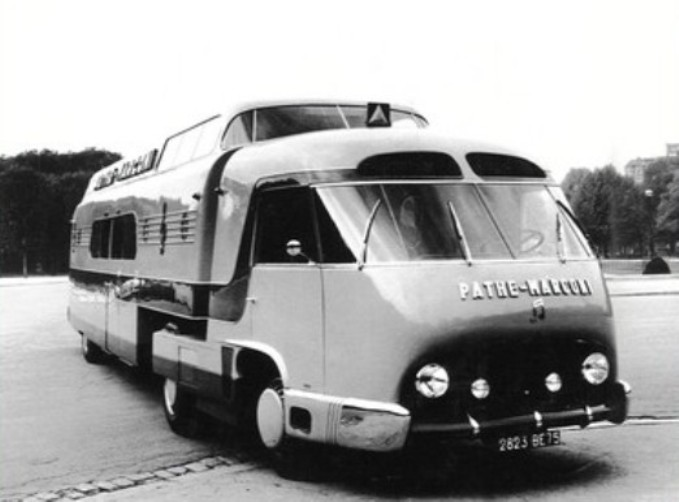
Le Super-Car Pathé-Marconi vient d'être livré à la société. Place du Trocadéro, 1952
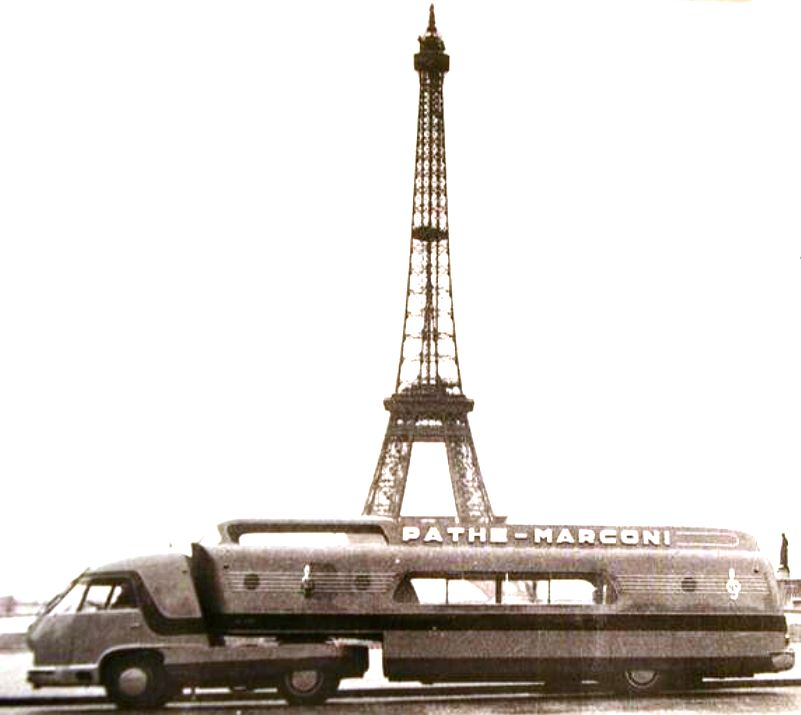
L'Ambassadeur Pathé-Marconi pose devant la Tour Eiffel, 1952
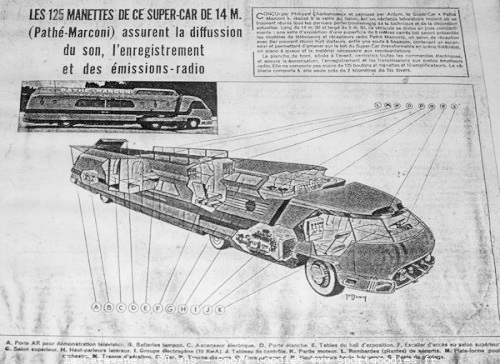
Descriptif partiel du Superbus Pathé-Marconi, 1952
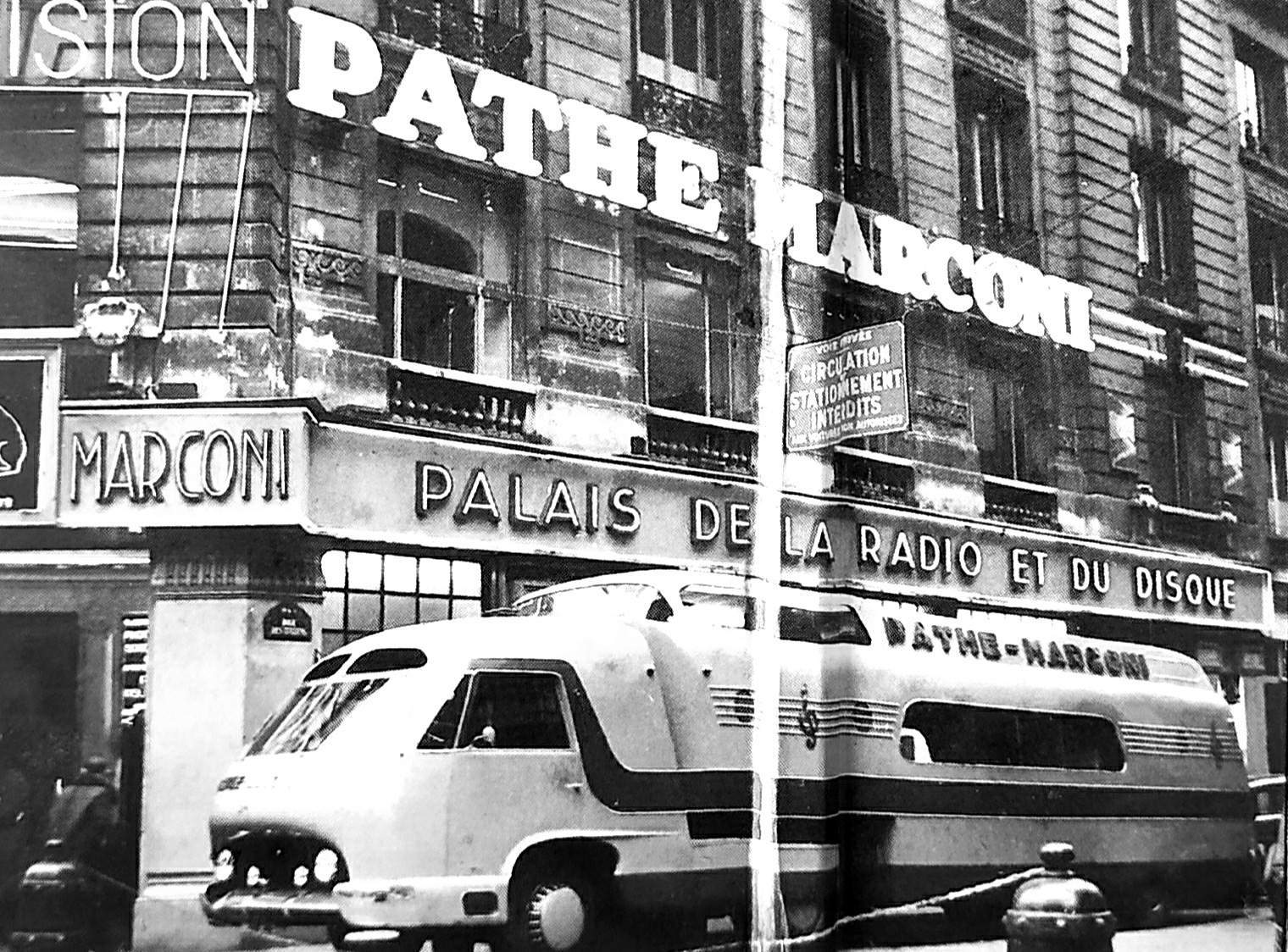
Le camion Pathé-Marconi devant le siège de la firme au Palais de la Radio et du Disque. Paris, 30 boulevard des Italiens, 1953
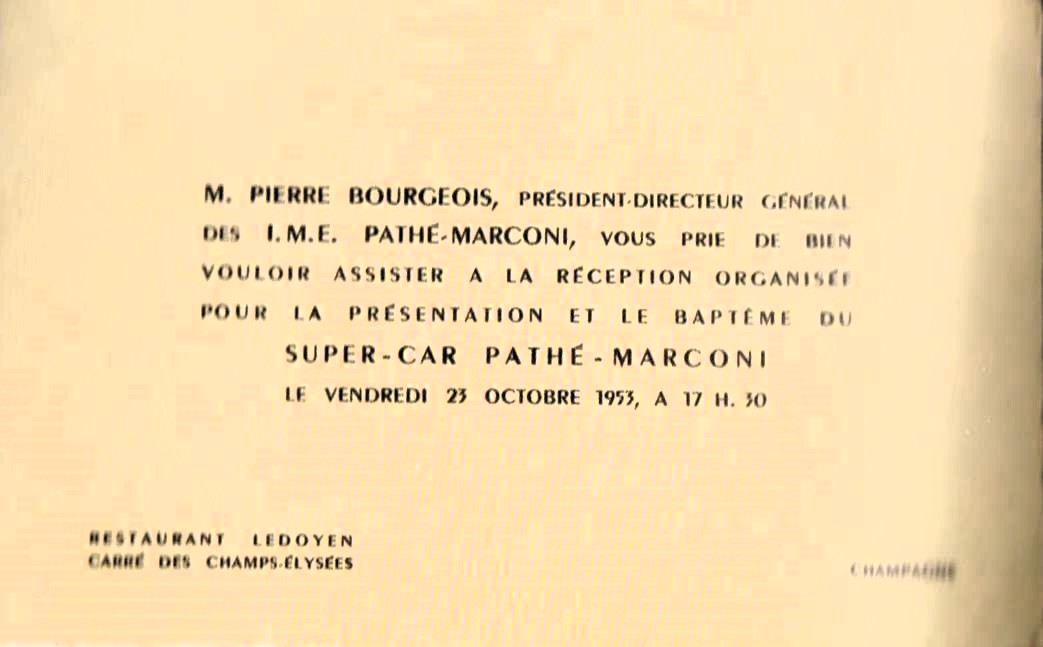
Carton d'inauguration du Super-Car Pathé-Marconi, 1953
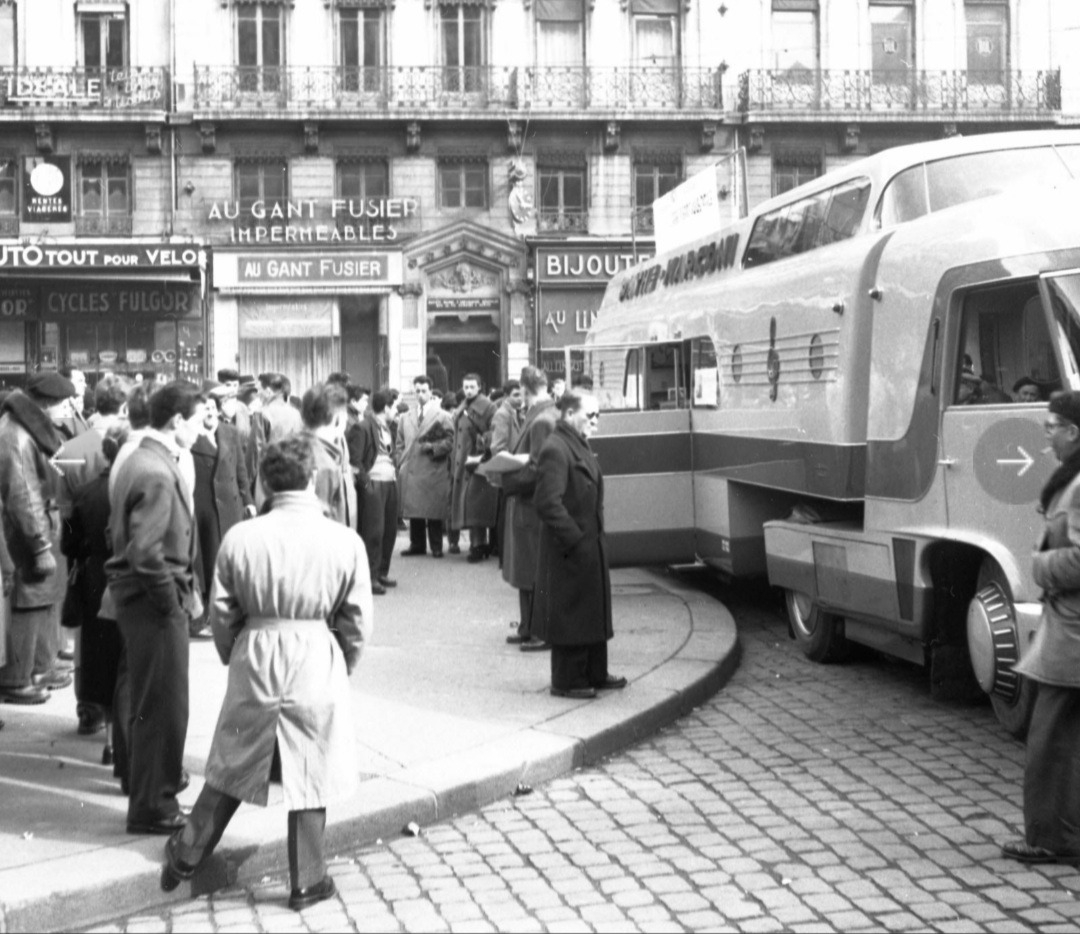
La foule se presse autour du Superbus. Lille, 1954
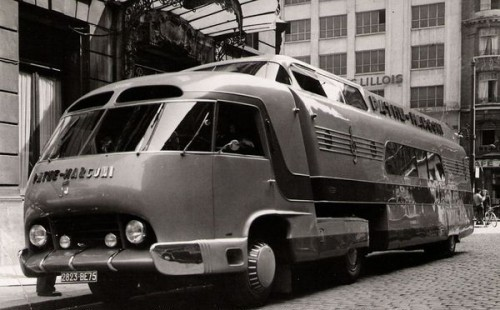
Le Superbus dans les rues de Lille, 1954
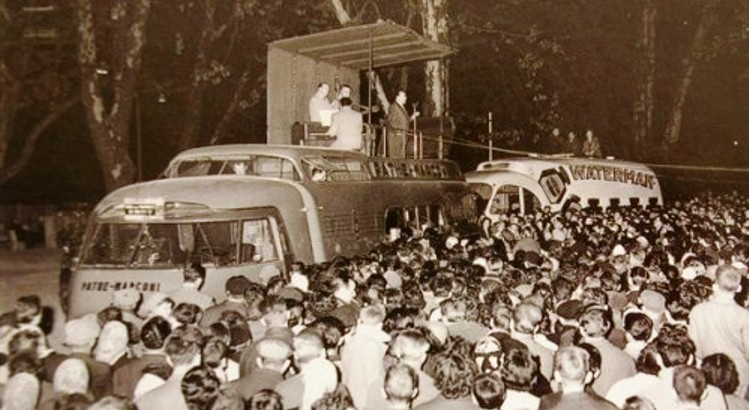
Le car podium lors d'une étape du Tour de France. Des artistes Pathé-Marconi se produisent sur la scène du véhicule située sur le toit, vers 1955
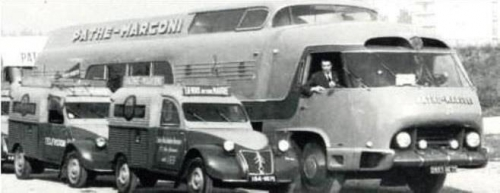
Le Superbus et les 2CV fourgonnettes AZU de la marque, 1957
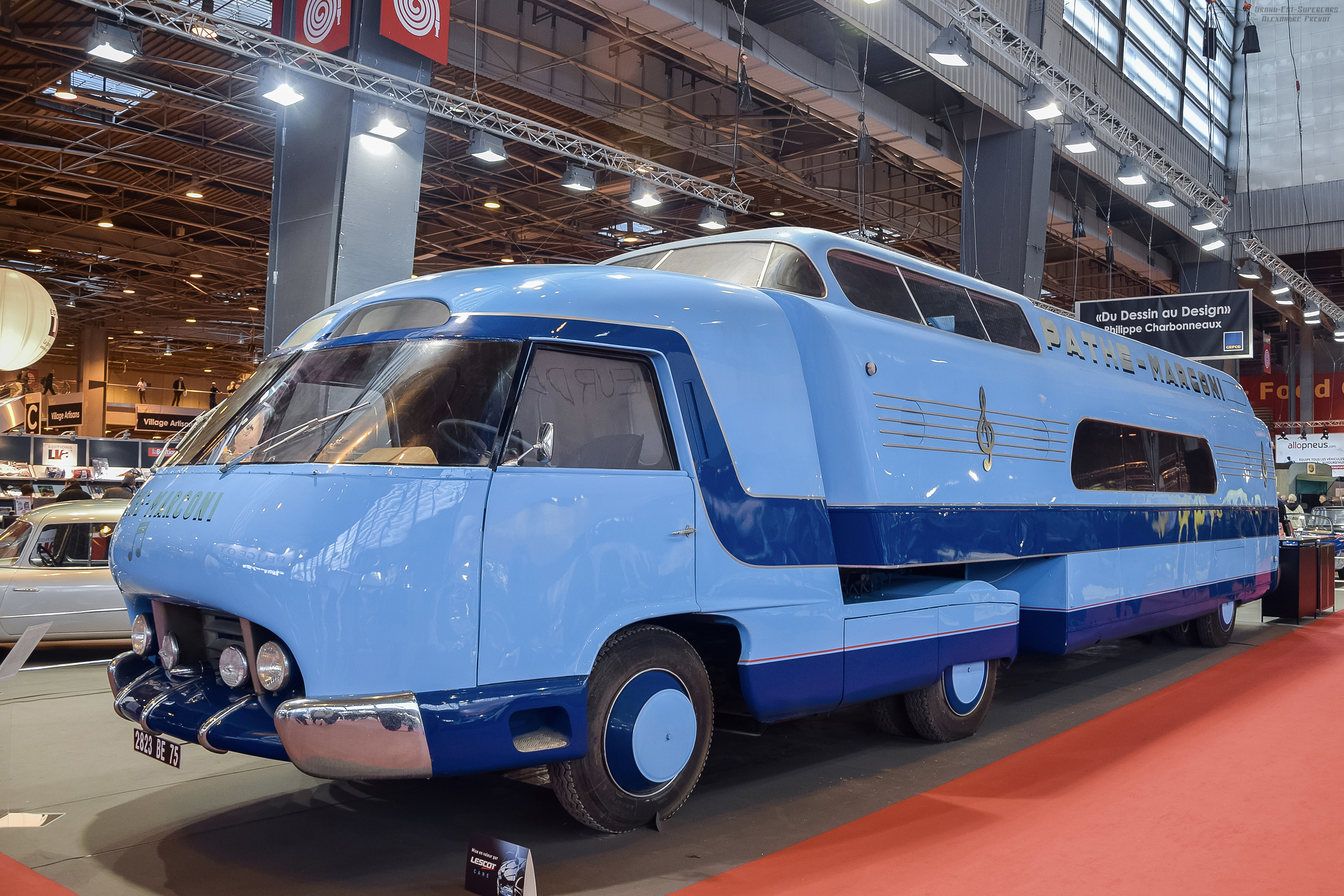
Le Superbus à Rétromobile. Paris, porte de Versailles, 2016
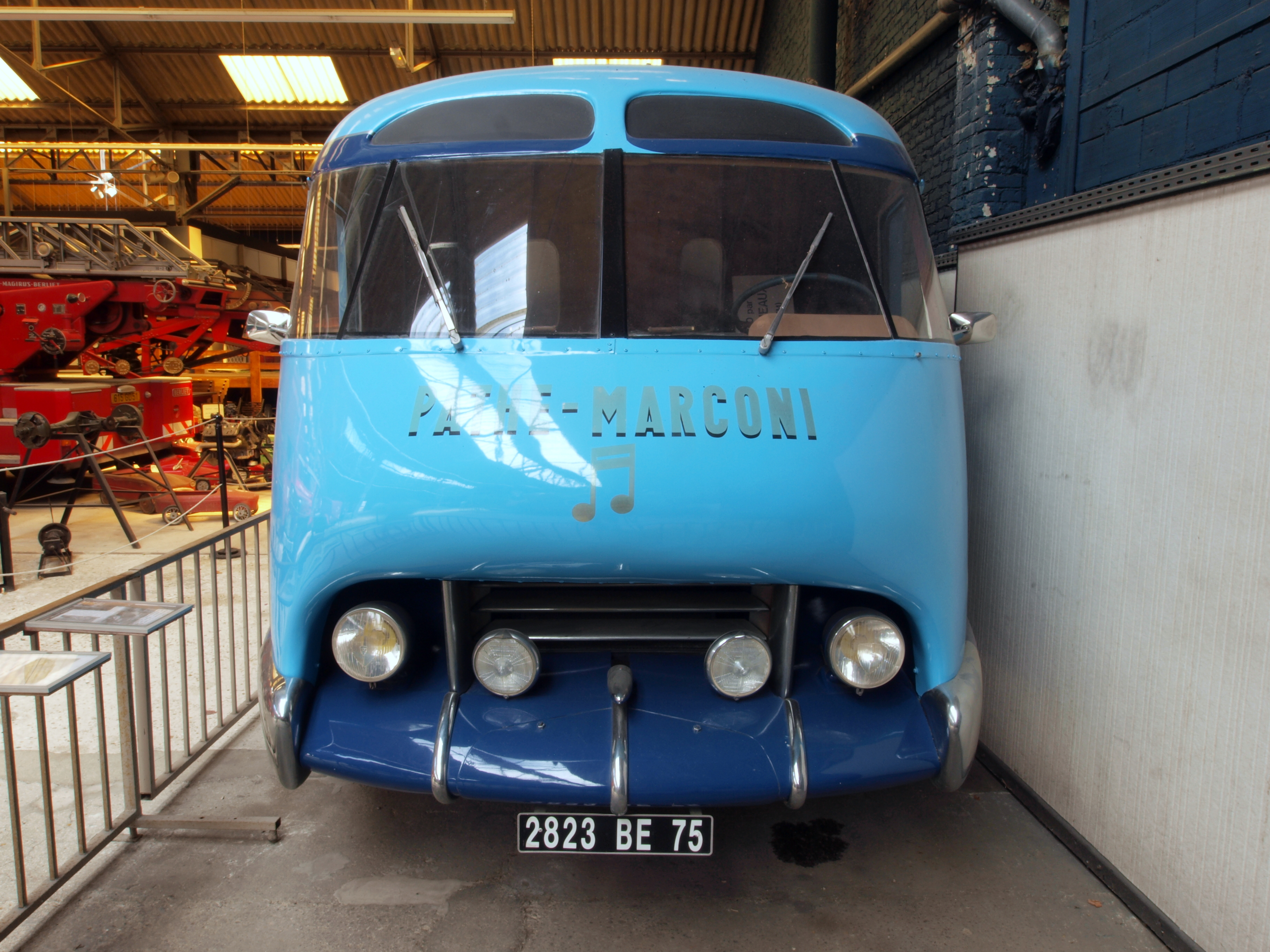
Le Superbus au salon Rétromobile, 2016
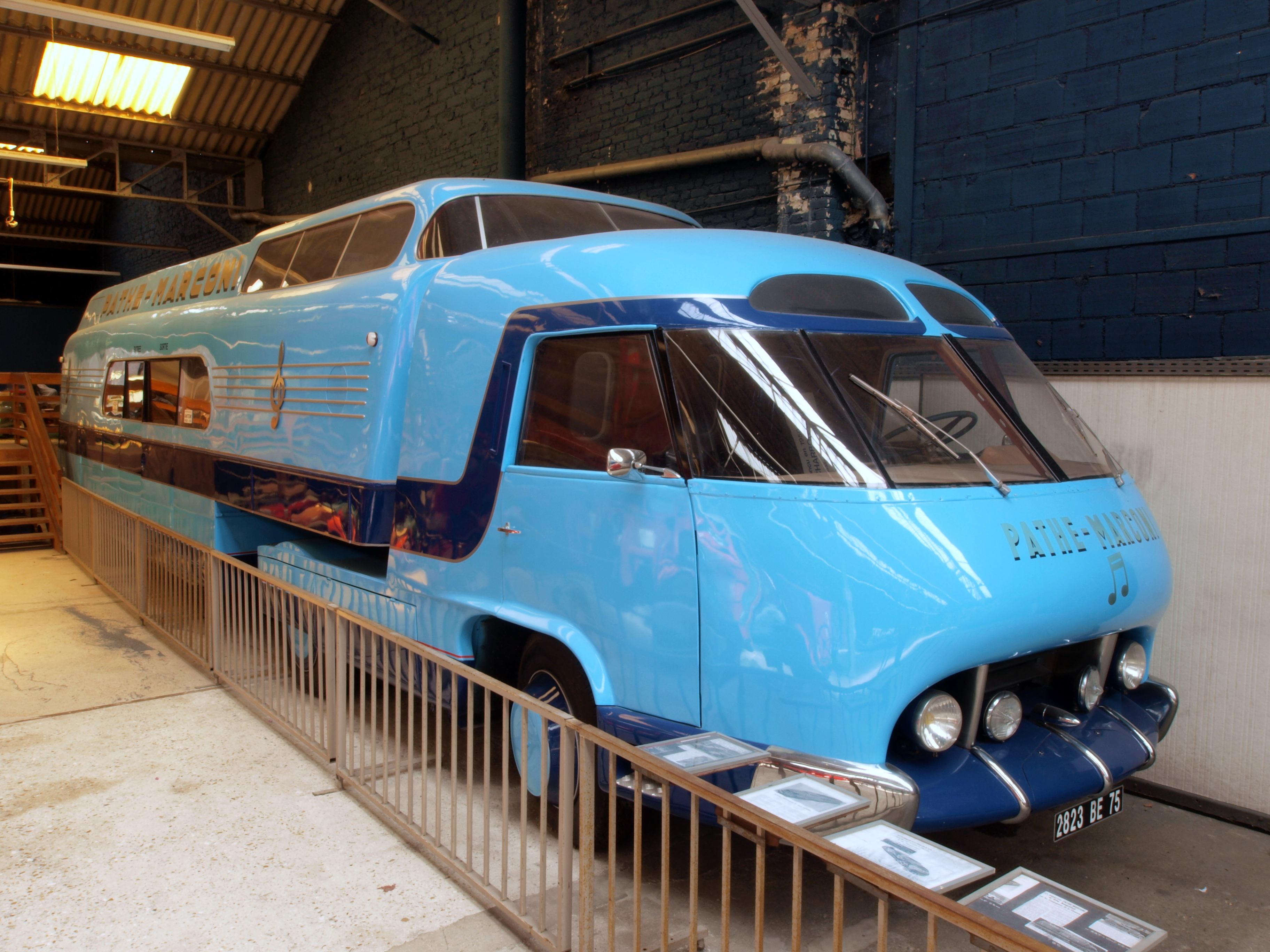
Le Superbus à Rétromobile, 2016

### Fonds iconographique
Les clichés originaux du Superbus Pathé-Marconi, pris 
place du Trocadéro en 1952, sont l'œuvre du photographe Émeric Feher. Ceux-ci sont conservés dans le fonds Feher, au pôle Images du Centre des monuments nationaux.